# Samostan Fleury
Samostan Fleury (Floriacum) v Saint-Benoît-sur-Loire, Loiret, Francija, ustanovljen okoli leta 640, je eden najbolj slavnih benediktinskih samostanov v zahodni Evropi in ima relikvije sv. Benedikta Nursijskega. Stoji na bregovih Loare, kar je vedno omogočalo lahko dostopnost iz Orléansa, kulturnega središča, neprekinjenega vse od rimskih časov. Danes ima samostan več kot štirideset menihov, ki jih vodi opat Etienne Ricaud.
Abbo iz Fleuryja (umrl 1004) menih in opat iz Fleuryja je bil teolog širokega intelekta; njegovo življenje je zapisal kronist Aimoin, tudi menih iz Fleuryja. Andrej iz Fleuryja (ki je pisal okoli leta 1043) je napisal Miracula sancti Benedicti. Hugh iz Fleuryja (umrl po 1118) je bil menih iz Fleuryja, znan po svojih kronikah in drugih spisih.

## Cerkvi
Anscar Vonier, ki piše v Katoliški enciklopediji, pravi, da se je »samostan že od samega začetka ponašal z dvema cerkvama, eno v čast sv. Petra in drugo v čast Blažene Device.« Cerkev svetega Petra je bila porušena v 18. stoletju; obstoječa cerkev, posvečena Devici Mariji, je obstajala že pred ustanovitvijo samostana. Po pustošenju Normanov, ki so prodrli prek Loare in požgali samostanske stavbe, ki so leta 1026 utrpele katastrofalen požar, je to postala velika romanska bazilika iz poznega 11. stoletja, ki je povzročila postavitev velikega stolpa, ki je bil namenjen kot zahodno pročelje samostanske cerkve, ki je bil dokončan leta 1218. Tu je bila sestavljena knjiga Livre de Jeux de Fleury (srednjeveška zbirka latinskih svetopisemskih dram iz okoli leta 1200), morda v posvetilo novi cerkvi. Stolp opata Gauzlina, ki sloni na petdesetih stebrih, tvori edinstveno verando. Cerkev v karolinškem slogu je dolga približno 300 metrov, njen transept pa sto 140 metrov. V koru cerkve je grobnica francoskega monarha Filipa I., ki je bil tam pokopan leta 1108. Od srednjeveških stavb samostana je v sodobnem samostanu ohranjena le ta bazilika.

## Srednjeveška zgodovina
Benediktinski učenjak iz 17. stoletja Jean Mabillon je sprejel tradicionalno ustanovitev Fleuryja, kot jo je ustanovil Leodebaldus, opat St-Aignana (Orléans) okoli leta 640, v obstoječi galo-rimski vili Floriacum v Vallis Aurea, Zlati dolini. To mesto je izbral opat St-Aignana za svojo benediktinsko ustanovo. Rigomarus je bil njen prvi opat.
Najbolj znan med merovinškimi opati je bil sveti Mommolin, ki je poskrbel za prenos tamkajšnjih relikvij Benedikta Nurzijskega.
Pepin Herstalski, potem ko je znatno povečal samostan, jo je leta 706 predal v vodstvo sv. Bainu. Samostan je doživel sezono reform v svojem meniškem življenju, okoli leta 930, po smernicah, ki so bile prvič postavljene v Clunyju. Samostan je več generacij užival pokroviteljstvo karolinške rodbine; bil je tudi osrednjega pomena za politične ambicije Robertijske družine, ki je potomka Roberta I., od katerih jih je več imelo naziv vojvoda Frankov. Menih iz Fleuryja po imenu Helgaud (umrl okoli 1068) je bil kaplan kralja Roberta II. in je napisal kratko Epitoma vitae Roberti regis. Fleury je imel poseben pomen pri dajanju legitimnosti svojim pokroviteljem. Čeprav je imelo kraljevo in vojvodsko pokroviteljstvo materialne prednosti, je bilo treba plačati tudi ceno v smislu samostanske avtonomije, ko je bil kandidat za vojvodo v nasprotju z izbiro samostanske skupnosti.
Theodulphus, škof Orléansa, je v Fleuryju ustanovil šolo za mlade plemiče, ki jo je tam priporočil Karel Veliki. Do sredine 9. stoletja je bila njegova knjižnica ena najobsežnejših, kar jih je bilo kdaj zbranih na Zahodu, in učenjaki, kot je Lupus iz Ferrièresa († 862), so potovali tja, da bi pregledali njena besedila. Kasneje pod sv. Abbom iz Fleuryja (opat 988–1004), vodjo reformirane samostanske šole, je Fleury užival v drugi zlati dobi; vzdrževal je tesne odnose s samostani v Angliji. Kasneje sta bila med nerezidenčnimi opati v commendamu kardinala Odet de Coligny in Antoine Sanguin v času vladavine Franca I. in kardinala Richelieuja.

## Sodobna zgodovina
Tako kot vse benediktinske samostane v Franciji je bila skupnost razpršena zaradi francoske revolucije. Kljub temu je benediktinska navzočnost ostala stalna: župnijo je imel menih, preoblečen v posvetnega duhovnika, in v 19. stoletju so bili številni poskusi obnovitve samostana.
Končno je bila leta 1944 skupnost (ki je prebivala v Pierre-qui-Vire) obnovljena v samostanu, ki je bil obnovljen kot član kongregacije Subiaco. Samostana se vsak dan spominjajo ob večerni pesmi v stolnici v Winchestru z dodatno kratko izrečeno molitvijo ob zaključku odgovorov – Fleury Prayer.

## Relikvije Benedikta Nursijskega
Fleury naj bi vseboval relikvije sv. Benedikta Nursijskega, očeta zahodnega meništva. Mommolus, drugi opat Fleuryja, naj bi poskrbel za njihov prenos, ko je ta samostan propadla po opustošenju Langobardov v 7. stoletju. Benediktove relikvije in Miracula S. Benedicti, ki jih je v treh stoletjih razvijalo pet menihov iz Fleuryja, vključno z Andrejem iz Fleuryja (ok. 1043), so privabljale romarje ter prinašale bogastvo in slavo.
Menihi italijanskega samostana Monte Cassino, ki ga je ustanovil sam Benedikt, so tej zgodbi oporekali. Trdili so, da Monte Cassino poseduje ostanke trupla svetega Benedikta, vendar niso nikoli pokazali relikvij kot dokaz.

## Arhitektura
Velika, okrašena z impresivnimi skulpturami in enostavna romarska cerkev sv. Benoita je ena najbolj znanih romanskih stavb v Franciji.

### Preddverje
Edinstveno je preddverje, impozantno zaradi svoje masivne konstrukcije, z mogočnimi in številnimi stebri. V pritličju štirje stebri brez baze osrednjega dela delijo prostor na devet enakih kvadratov, ki jih prekrivajo križnorebrasti oboki in jih povezujejo pasni loki. Vzhodna stranica, ki je bila prvotno enaka ostalim stranicam, je bila spremenjena s prizidanjem ladje.
Stavba ima bogat kiparski okras; posebej izstopajo kapiteli, okrašeni s stiliziranimi rastlinskimi motivi, živalskimi figurami in prizori. Posebnost je korintski kapitel levo od glavnega vhoda. Nad abakusom in levjim frizom je napis UNBERTUS ME FECIT (»Unbertus me je ustvaril«). Prednostna pozicija nakazuje, da je bil Unbertus graditelj in zidarski mojster hkrati.

### Kor
Kor samostanske cerkve, ki so jo začeli graditi leta 1062 (dokončana je bila šele leta 1218), je eno najimenitnejših pričevanj francoske romanske arhitekture. Vključuje dva večstopenjska kora. Za glavnim oltarjem prvega svetišča, posvečenega Blaženi Devici, se dviga zid Confessio, ki ločuje cerkev od polpodzemne kripte. Drugi, višji kor, zaključuje arhitekturno ureditev.
Ambulatorij z vencem štirih kapel ima enak tloris kot kripta spodaj. Sv. Benediktu posvečen oltar je tik nad svetnikovimi relikvijami, ki so shranjene v osrednjem stebru kripte. Vrsto stebrov prekriva slepa arkada, ki teče skozi obe svetišči in ju povezuje. Pod banjastim obokom skozi široka okna prodira svetloba.
Kapiteli galerije so bili izdelani okoli leta 1090. Skulpture niso tako vzvišene kot tiste korintskih kapitelov portalnega stolpa. Prikazujejo figure in prizore iz življenja svetega Benedikta. Po drugi strani pa so kapiteli ladje iz poznega 12. stoletja bogato okrašeni in fino izrezljani. Trije izklesani ansambli prihajajo iz različnih obdobij.
Korne klopi, ki sta jih izdelala dva orleanska umetnika, so iz leta 1413. Ograje je leta 1637 podaril kardinal Richelieu.

### Glavna ladja
Ladja, ki je glede na svetišče preprostejša, je romanska in jo pokriva gotski obok, katerega prečna rebra se naslanjajo na romanske kapitele stebrov osrednje ladje. Prehod slogov je harmoničen, ob upoštevanju prvotnih razmerij.
Empora je bila zgrajena leta 1704. Velika školjka je zgolj dekorativni element. Orgle, obnovljene leta 1983, imajo 35 registrov in imajo še skoraj 500 piščali iz 17. in 18. stoletja.
Marmorna tla v koru so rimsko delo iz 4. ali 5. stoletja, ki so ga v Fleury pripeljali v 11. stoletju, da bi okrasili prvotno cerkev. Ležeča figura predstavlja Filipa I.; četrti kralj Kapetingov je umrl leta 1108 in je pokopan v koru.
V notranjosti je bazilika dolga 73 m in široka 17 m, višina kupole je 24 m, kora 18 m, ladje pa 20 m.

### Kripta
V kripti so relikvije sv. Benedikta. Povezavo z zgornjo cerkvijo poudarja devet odprtin v zidu, ki ločuje kripto od cerkve. Skozi te odprtine so častili relikvije svetnika.
Srednjeveški relikviarij je izginil, monumentalni steber, ki ga je vseboval, pa je ostal skoraj nespremenjen. Dvojni ambulatorij in obok kripte se razširita proti zunanjosti.

### Severni portal
Severno ladjo prebada gotski portal, ki je bil dolgo časa glavni vhod za vernike. Portal, zgrajen konec 12. stoletja, je bil leta 1996 obnovljen. Kristus kot učitelj dominira nad timpanonom. Obdajajo ga štirje evangelisti in njihovi simboli. Liki angelov in apostolov krasijo oboke. Preklada prikazuje v triptihu prenos relikvij sv. Benedikta iz Monte Casina. Med njimi je šest kipov s stebri, ki predstavljajo patriarhe in preroke Stare zaveze. Ta spodnji del portala torej predstavlja figure iz Stare zaveze, na katerih temelji Nova zaveza.
Na zadnji strani preklade v notranjosti so med restavratorskimi deli odkrili zametke okrasne plastike. Na istem vodoravnem nivoju devet lokov prikazuje Mati božjo, ki v naročju pred seboj drži blagoslavljajoče dete, in dve skupini po štiri apostole. To nedokončano romansko delo verjetno izvira iz sredine 12. stoletja.